# أنتيدونية
أنتيدونية (الاسم العلمي: Antedon)، هو جنس من زنبق البحر لاساقي حر السباحة. ظهر الجنس لأول مرة في سجل المستحثات في العصر الطباشيري.
اسم الجنس من اللاتينية الجديدة غير معروف الأصل، ربما من اليونانية القديمة (Anthēdōn) أنثودون، حورية مرتبطة بالمدينة القديمة أنثيدون على الساحل الشمالي لبيوتيا.